# Hak Farabeufa

Hak Farabeufa

Hak Farabeufa – rodzaj haka chirurgicznego używanego przy preparowaniu powłok, głównie tkanki podskórnej i mięśni. Nazwa pochodzi od francuskiego chirurga Louisa Huberta Farabeufa.